# 解放タワー

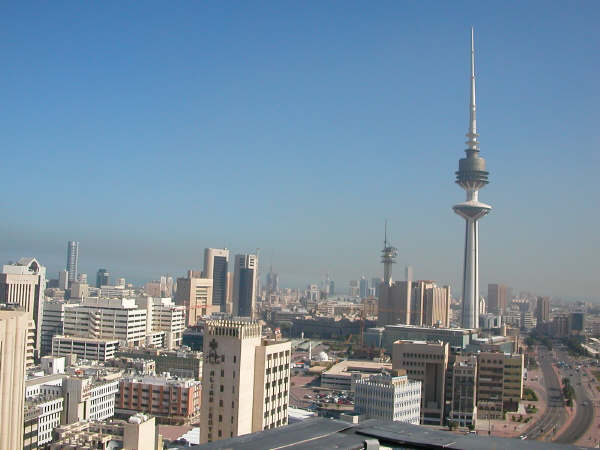
右に見えるのが解放タワー

解放タワー（かいほうタワー、解放塔、Liberation Tower）は、クウェート国の首都・クウェート市にある同国で最も高い建造物である。1990年8月2日のイラクによるクウェート侵攻（湾岸戦争）よりも前から建築が始まっていて、「Kuwait Telecommunications Tower」と名付けられることになっていた。
イラクの侵攻により、建築が途中で中断されることになった。しかし、建物には損害は無く、1991年2月27日にフセインの軍隊が撤退した後、建築が再開された。1996年に完成すると、イラクからのクウェート解放を記念して、解放タワーに名前が変更された。
タワーには、回転レストランと展望台（下にある円盤状の構造物。現在は保安上の理由で公開されていない）があり、無線などの通信施設も収められている。最頂部までの高さは372メートル（1,220フィート）で、下から2番目の構造物の屋根は高さが308メートル（1,010フィート）である。